# Tanezrouft

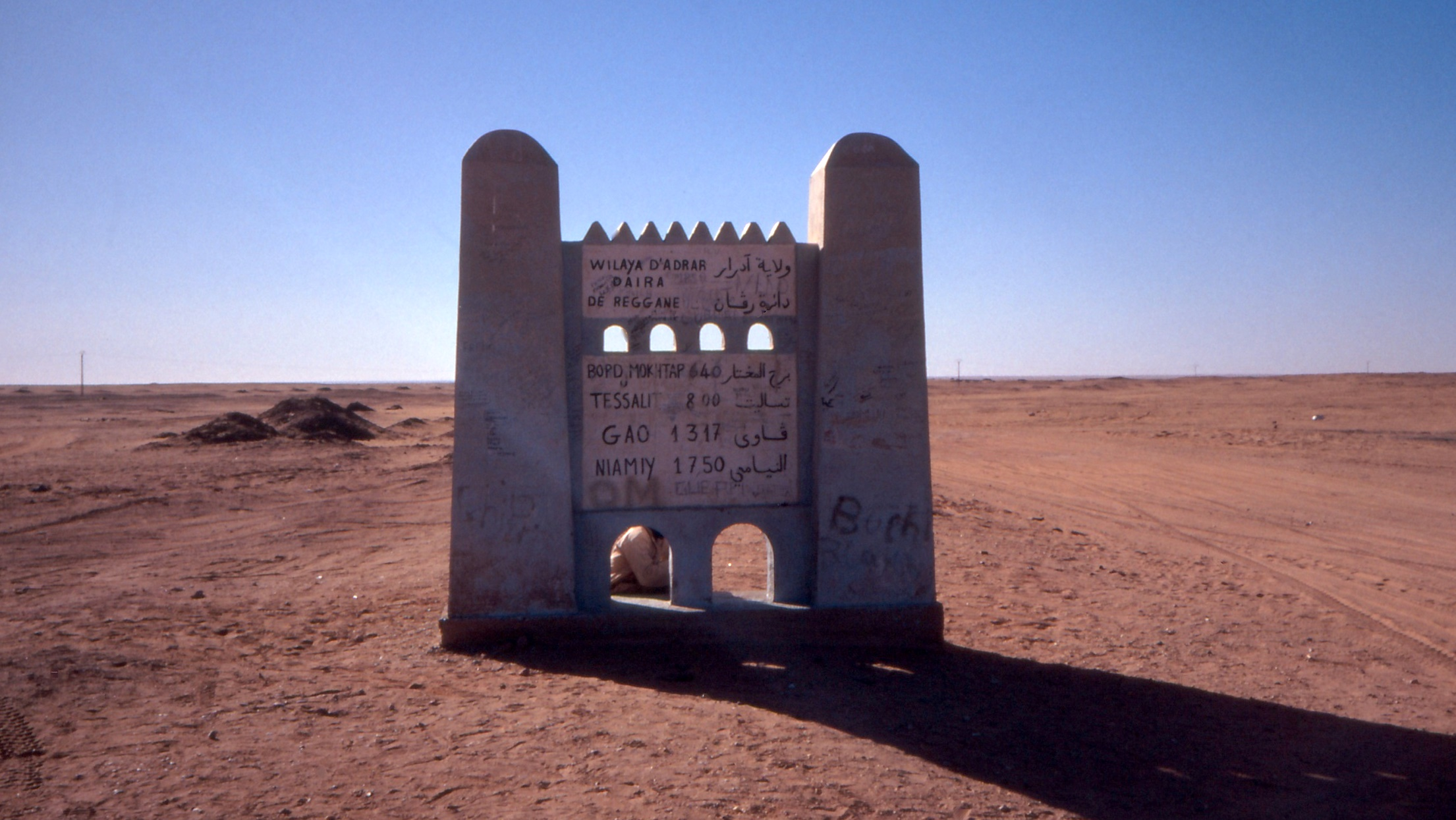
Beginn der Tanezrouft-Piste südlich von Reggane (1990)

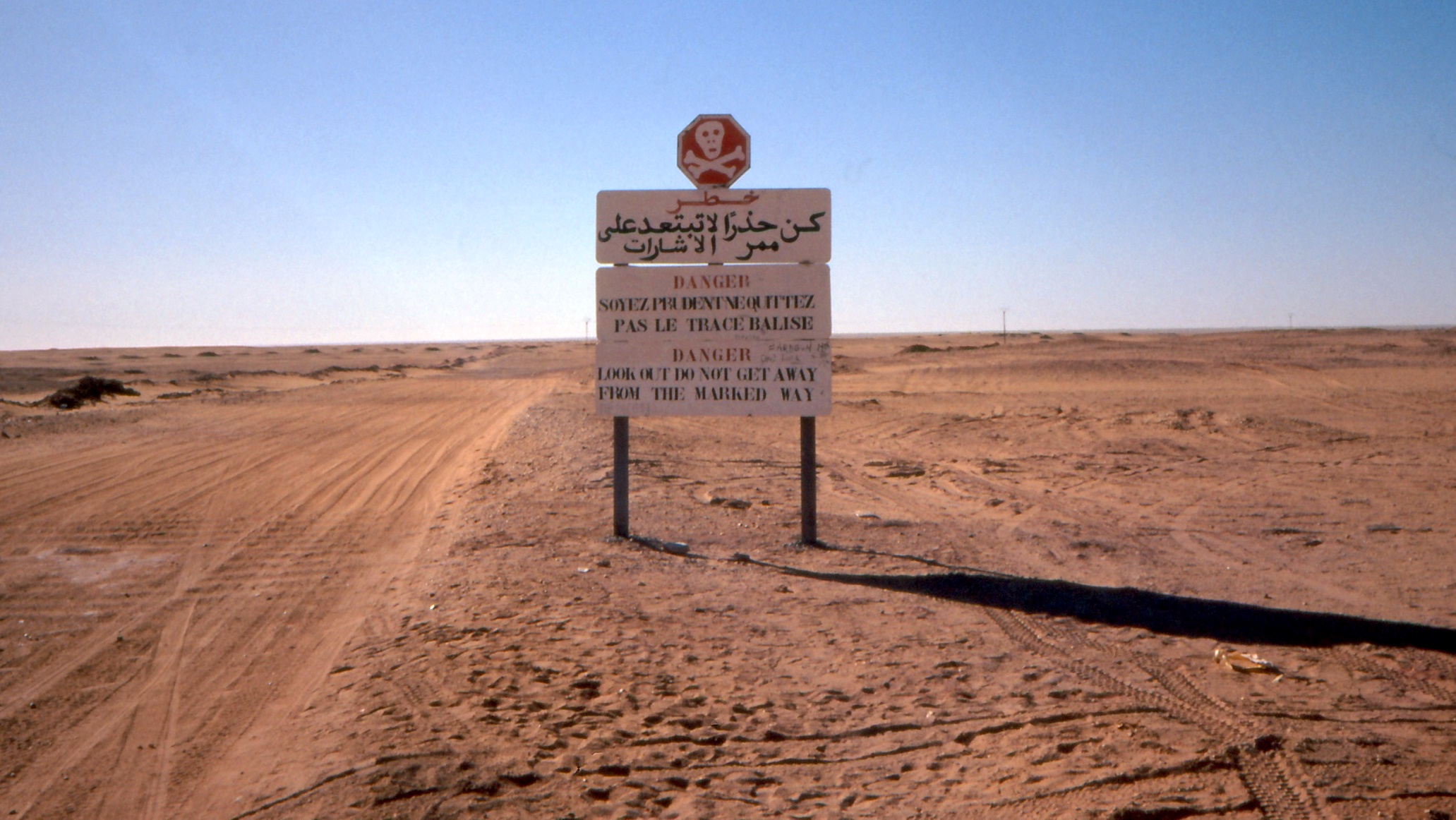
Warnschild am Beginn der Tanezrouft-Piste in Algerien

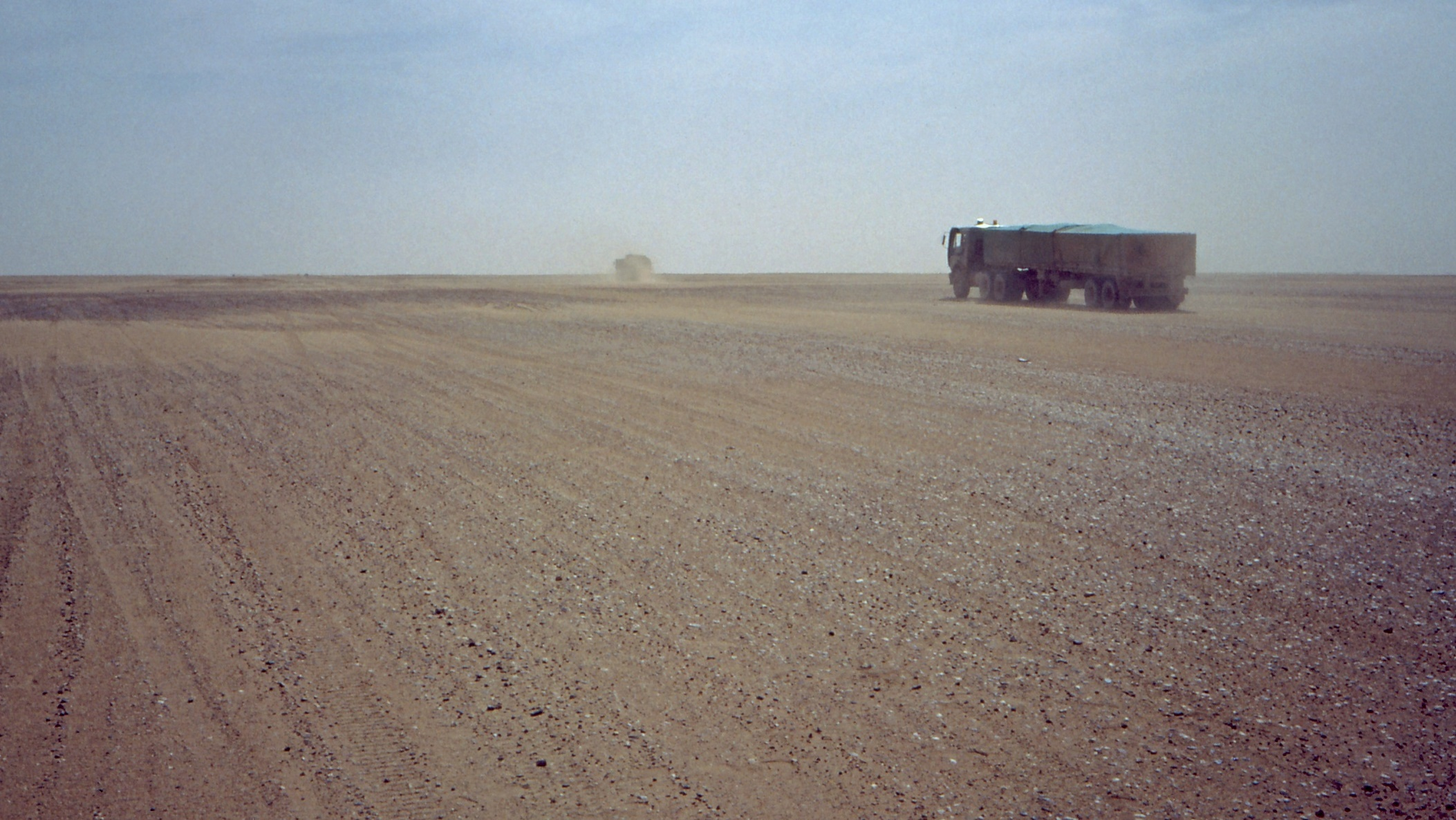
LKWs auf der Tanezrouftpiste nördlich des Grenzorts Bordj Mokhtar

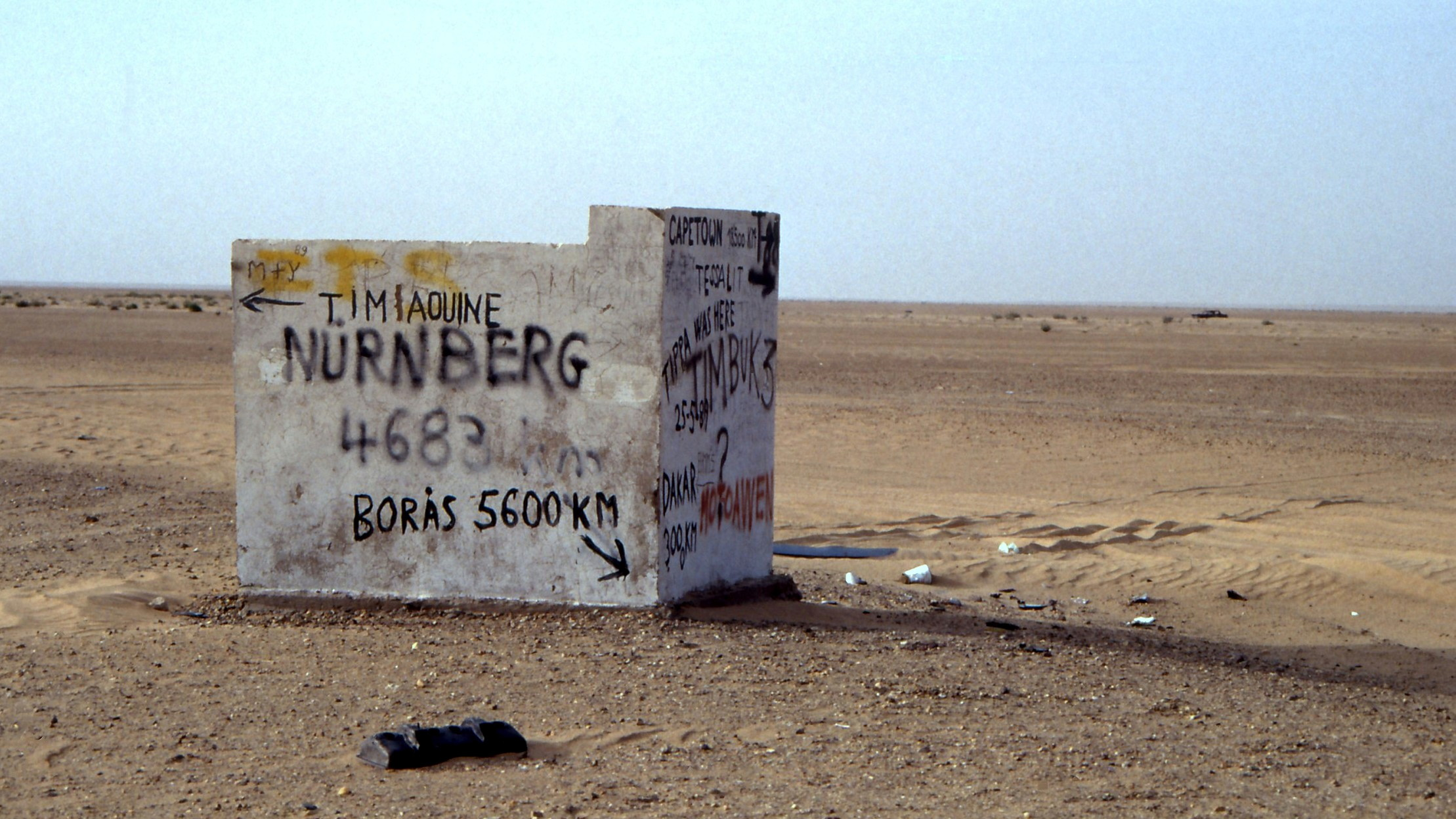
Wegweiser an der Tanezrouftpiste in Mali

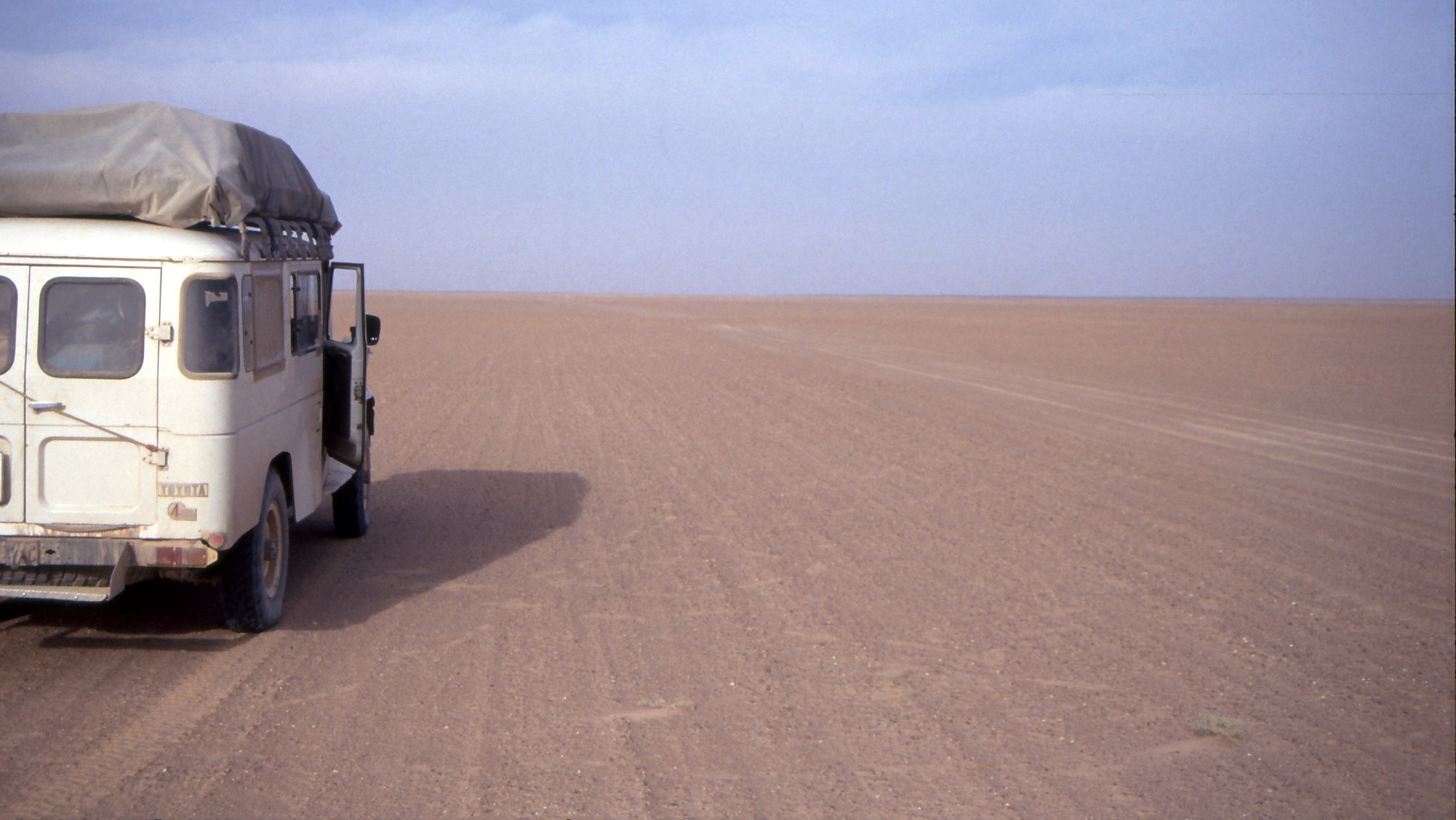
Tanezrouft in Mali

Tanezrouft (Satellitenbild)

Mit Tanezrouft [tanɛzˈruft] (Zentralatlas-Tamazight ⵜⴰⵏⵣⵔⵓⴼⵜ Tanezruft, „Wüste“) wird ein äußerst wenig bevölkertes und ebenes Gebiet der Sahara bezeichnet, welches sich westlich des Ahaggar, entlang der Grenze von Algerien und Mali erstreckt. Es liegt grenzübergreifend in den algerischen Wilayat Adrar und Bordj Badji Mokhtar sowie im malischen Kidal und besteht aus Fels, Felsschutt, Geröll sowie Sand und Ergs. Es liegt 300 bis 400 Meter über dem Meeresspiegel.
Théodore Monod gilt als der erste Wissenschaftler, der dieses Gebiet zu Forschungszwecken zu Fuß durchquerte.
Die Bevölkerung besteht hauptsächlich aus Tuareg. Tourismus gibt es wegen der politisch unsicheren Lage im Grenzgebiet zwischen Mali und Algerien und der damit verbundenen Raubüberfälle wenig. Das deutsche Auswärtige Amt weist auf die Gefahren bei Reisen in die Gebiete im südlichen Algerien und nördlichen Mali hin. Die wenigen wasserführenden Orte sind:
- Reggane
- Meredoua
- Ouallene
- In Ziza
- Bordj Badji Mokhtar (Grenzort Algerien/Mali)
- Timiaouine
- Tim Missao (auch: Tin Missao)
- Tessalit

Die nach diesem Gebiet benannte Tanezrouftpiste (Reggane–Gao) ist (neben der Hoggarpiste) eine von zwei Möglichkeiten, die algerische Sahara Richtung Mali bzw. Niger auch motorisiert zu durchqueren.